# Freibad Bühlau

Schwimm- und Luftbad Dresden Weißer Hirsch/Bühlau, um 1930

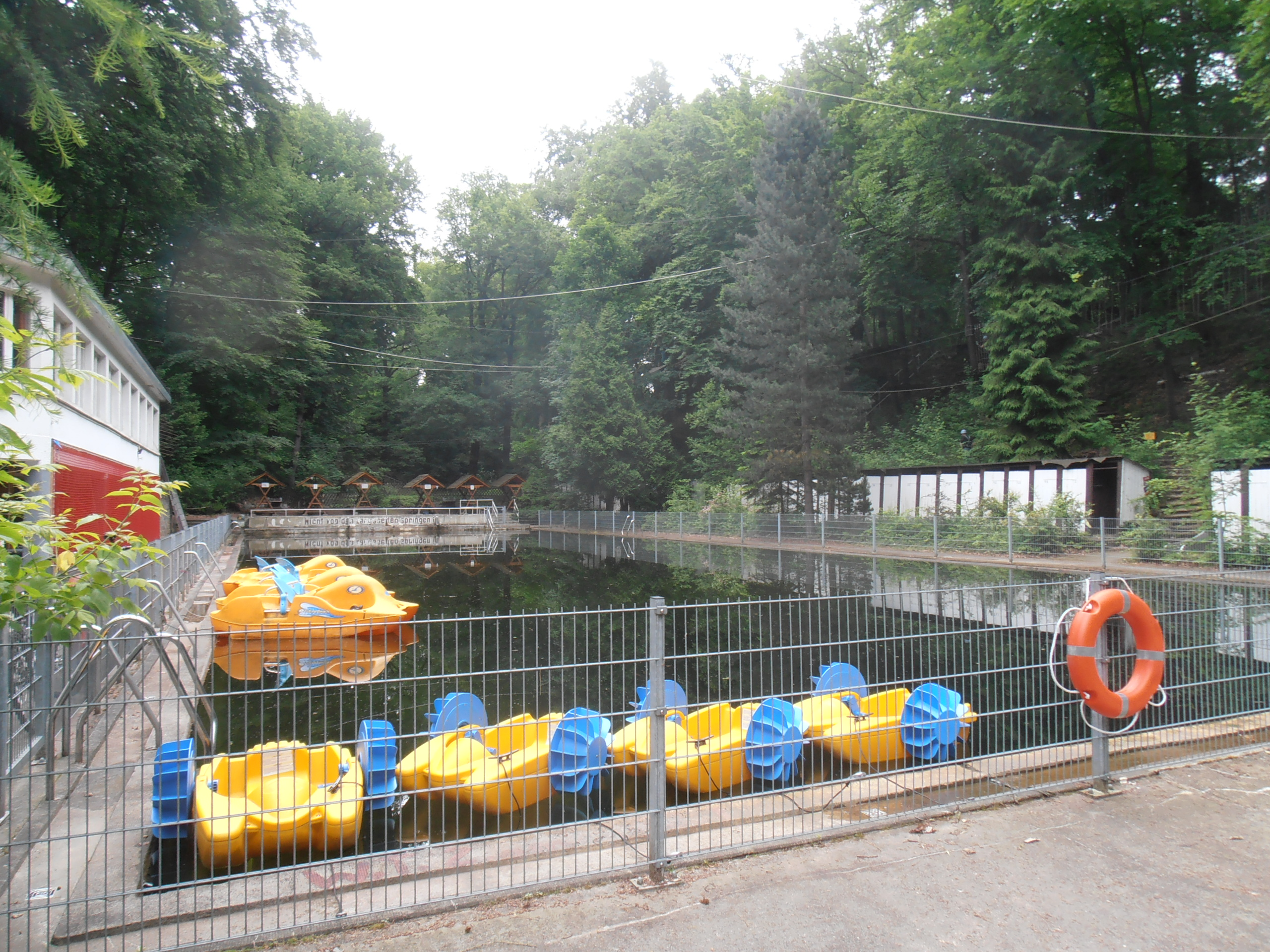
Schwimmbecken und Hauptgebäude, 2013

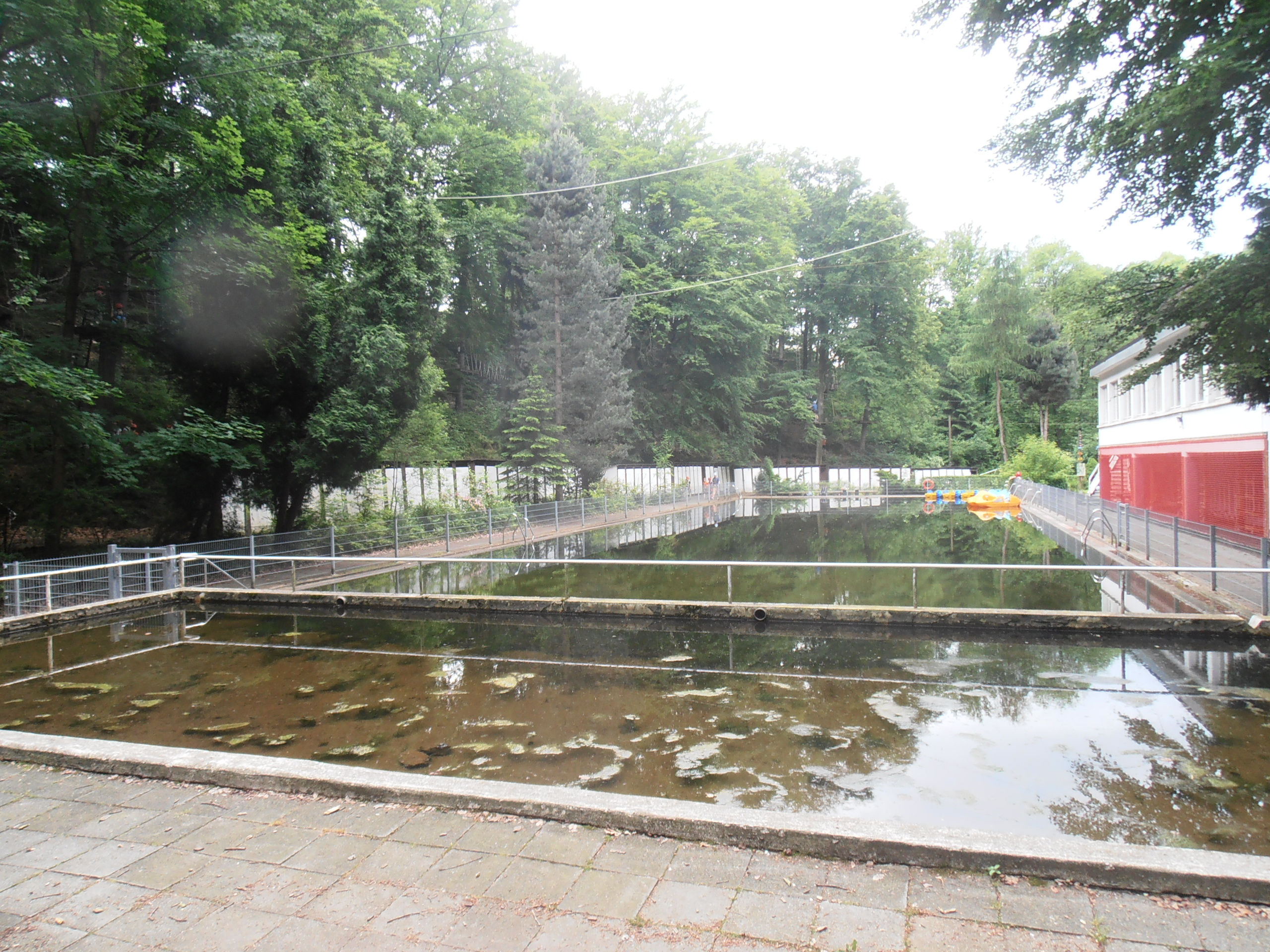
Schwimmbecken, 2013

Das Freibad Bühlau ist ein ehemaliges Schwimmbad im Dresdner Stadtteil Bühlau. Es wurde 1908 eröffnet und 2006 endgültig geschlossen. Heute existieren noch das Hauptgebäude, die Terrassenanlage und das Schwimmbecken. Das Ensemble steht unter Denkmalschutz.

## Geschichte
Der frühere Besitzer und Direktor der Sächsischen Elektrizitätsgesellschaft, Paul Bachmann (1871–1923), war zu Beginn des 20. Jahrhunderts als Heilkundiger unterwegs und setzte wie sein berühmter Nachbar Heinrich Lahmann auf dem Weißen Hirsch eher auf die heilende Wirkung von Luft, Sonne und Wasser als auf die von Arznei. So unterstützte er die Badpläne und verpachtete das entsprechende Grundstück an den Bademeister und Masseur Karl Schüler. Dieser gründete am 23. November 1907 die Sanatorium und Kaiser-Barbarossa-Bad in Bühlau GmbH und errichtete auf dem Grundstück ein Luft- und Wasserbad mit Schwimmbassin, Erfrischungsraum, Umkleidehalle, Toiletten und Eingangsgebäude. Am 30. Mai 1908 wurde das Bad eröffnet. Die Einrichtung war zunächst den Gästen des oberhalb gelegenen Sanatoriums vorbehalten. Darüber hinaus erhielt Menzel die Genehmigung, das Luftbad zu festgelegten Zeiten auch für Familien zu öffnen. Schnell wurde der Name „Bachmann-Bad“ bekannt.
Im April 1909 trat Menzel als Geschäftsführer zurück. Als Nachfolger engagierte Bachmann den Oberstabsarzt Dr. Bernhard Hahn von Dorsche und übertrug ihm die Konzession. Doch es gab bald Spannungen zwischen von Dorsche und Bachmann. Beide waren auch mit dem Sanatoriums-Personal uneins. Bachmann wurde als Hochstapler und Sittlichkeitsverbrecher bezeichnet. Auch die Konkurrenz am Weißen Hirsch trübte das Geschäft. Im September 1911 wurden das Sanatorium und das Bad stillgelegt. Bachmann verkaufte die gesamte Anlage im Herbst 1911 an das Ärztekonsortium Lohse-Schauer-Hilgenberg, das im Juni 1912 das Sanatorium samt Luftbad wieder eröffnete. Anfangs stand das Bad wie vorher der Öffentlichkeit zur Verfügung. Während des Ersten Weltkriegs war es nur Kurgästen vorbehalten. Doch das Geschäft lief unbefriedigend. Die AG des Ärztekonsortiums befand sich 1928 in Liquidation.
Das Grundstück Bachmannstraße 4–8 mit dem Luftbad kam in den Besitz des Firmendirektors Willy Schmidt. Dieser baute beträchtlich um und eröffnete 1929 das Bad wieder. Schmidt ließ im Laufe der nächsten Jahre ein markantes Café mit Dachterrasse errichten. Das Schwimmbecken wurde einschließlich des Planschbassins auf 50 Meter verlängert. Dafür ließ Schmidt sogar den Loschwitzbach verlegen. Es gab zwei Liegewiesen am Hang, wovon sich die hintere schnell den schlüpfrigen Ruf als „Liebeswiese“ erwarb. Tennis- und Minigolfanlagen ergänzten das Angebot. 1930 plante Schmidt zudem die Installation einer Rundfunkanlage, um seine Gäste mit Musik zu unterhalten. Das veranlasste einige Anwohner gegen die Konzession zur Betreibung des Bades vorzugehen und zumindest eine zeitliche Begrenzung bis 19 Uhr zu erreichen. Schon der Sommer des Vorjahrs habe gezeigt: Der Lärm durch die Freibadbesucher sei so enorm, dass vor allem die Bewohner des benachbarten Seniorenheims kaum noch ihre Fenster hätten öffnen können, ohne vom Lärm belästigt zu werden. Aus diesem Grund seien auch die Spaziergänge durch den angrenzenden Park alles andere als erholsam. Doch die Eingabe wurde abgewiesen. Lediglich Lautsprecher durften nicht angebracht werden und das Bad musste bereits um 21 Uhr schließen.
Als das Unternehmen in wirtschaftliche Schwierigkeiten geraten war, kaufte die Stadt Dresden 1939 das Objekt. Bei einem schweren Unwetter im Jahr 1952 wurde vieles zerstört. Mauern und Zäune waren eingestürzt und mussten wieder aufgebaut werden. Ende der 1970er Jahre waren schließlich Ausbesserungen am Schwimmbecken notwendig, bei denen auch die Startblöcke und zwei 1-Meter-Sprungbretter erneuert wurden. Der 3-Meter-Turm ließ sich dagegen nicht mehr nutzen, weil die Wassertiefe nun zu niedrig war. 1987 entstand ein neues Kassenhäuschen. Sieben Jahre später kamen neue Toiletten, Duschen und ein Sanitätsraum hinzu. Auch die Terrasse wurde modernisiert, nachdem die Gaststätte darunter nach einem Schwelbrand schon zwei Jahre geschlossen war. 1995 wurde das Freibad Bühlau unter Denkmalschutz gestellt. Doch die Schließung der Anlage war nicht aufzuhalten. Zum Schluss wurde jeder Freibadbesuch mit über 7 Euro subventioniert. Die zwei Eingänge Bachmann- und Grundstraße ließen unter anderem die Betriebskosten in die Höhe schnellen. Eine Wasseraufbereitungsanlage fehlte, weil sie bei den Arbeiten in den 1990er Jahren ausgebaut worden war, und auch die schattige Lage im Tal hielt zunehmend Gäste ab. 2006 beschloss der Stadtrat das Ende des Betriebs. Eine Bürgerinitiative kämpfte noch vier Jahre gegen die Schließung, jedoch erfolglos.

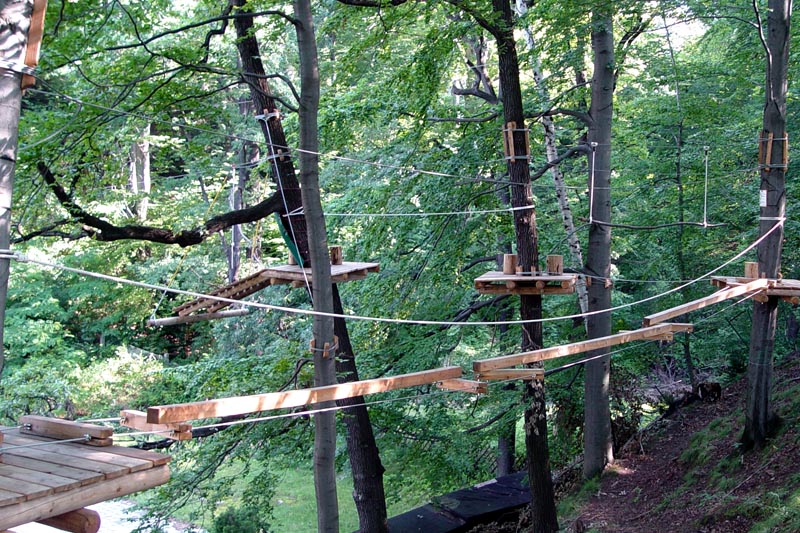
Waldseilpark Dresden-Bühlau

Das Schwimm- und das Kinderbecken liegen nach wie vor direkt vor der ehemaligen Gaststätte mit der Terrasse. Heute gehören das Gebäude und die Freibadanlagen zum Waldseilpark Dresden-Bühlau, für den seit 2007 das Gelände gepachtet wird. Auf derzeit zwölf Parcours können die Gäste in Bodennähe oder in luftiger Höhe klettern – unter anderem auch über die zwei alten Wasserbecken. Außerdem gibt es eine große Reifenrutsche, die Tubingbahn.